# AT-1 non risponde
AT-1 non risponde (The Floating Zombie) è un romanzo fantascientifico del 1975 dello scrittore britannico D. F. Jones.

## Trama
(D. F. Jones, AT-1 non risponde)
Per abbattere i costi di esercizio delle navi cisterna viene progettata e varata una petroliera completamente automatizzata, l'AT-1 (Automatic Tanker n° 1). Le macchine sono progettate in maniera tale da non richiedere nessuna manutenzione, il sistema di navigazione è controllato esclusivamente dal computer, blindato all'interno di una cabina corazzata e le comunicazioni al centro di controllo avvengono ogni dodici ore in maniera completamente automatica. Il solo intervento umano a bordo consiste nella difesa del carico trasportato contro eventuali attacchi dei pirati. La società armatrice ingaggia quattro ex militari come guardie armate; oltre a loro a bordo lavora anche un'ex assistente di volo esperta infermiera. La donna, Jane Harris, è reduce da un incidente d'auto che le ha sfigurato il volto e cerca nella solitudine del viaggio di nascondersi dalla curiosità e dalla pietà che il suo aspetto fisico suscita nelle persone.
Nonostante il personale sia stato accuratamente selezionato, durante il primo viaggio si scopre che una delle guardie, il suscettibile e violento Julius Colmar, ex militare statunitense, è in realtà un infiltrato di un'organizzazione criminale. L'uomo uccide una delle altre tre guardie a bordo, Mark Jacens, con il quale Jane aveva avuto una relazione, e ferisce il capo del drappello, Bill Langley, che nonostante l'esperienza non può nulla contro lo scaltro assassino. Il sistema di navigazione viene messo fuori uso bloccando la petroliera lungo una rotta che la porterà, entro breve, contro i ghiacci dell'Antartide. Dopo aver abbordato l'AT-1, i complici di Colmar trasbordano il carico dentro altre due petroliere, vere e proprie carrette dei mari. Il piano originario prevedeva l'uccisione dell'equipaggio dell'AT-1 ad opera di Colmar ma Jane scombina i piani dei pirati. Approfittando della confusione a bordo causata da un'improvvisa burrasca e della fretta che i pirati hanno di abbandonare la nave, la donna riesce a salvare il ferito Mark dal folle Colmar e a vendicarsi per l'uccisione dell'amante, sparando a Colmar che si inabissa a bordo dell'elicottero sul quale stava fuggendo. L'AT-1 è ancora ingovernabile e la situazione volge al peggio: il centro di comunicazioni è stato distrutto dai pirati dopo l'ultimo messaggio automatico e l'unico esperto di navigazione a bordo, la guardia Phil Roscorla, è ferito da una pallottola sparatagli da Colmar, e lo scafo è stato minato.
Jane si occupa dei due feriti e quando Phil si riprende, insieme si mettono alla ricerca delle bombe nascoste dai pirati e riescono a disinnescarle. La nave continua però la sua inarrestabile corsa e tutte le scialuppe di salvataggio e le radio di bordo sono state distrutte dai pirati Dopo ventiquattro ore dall'ultima mancata comunicazione da parte dell'AT-1 si attivano le procedure di ricerca e soccorso da parte della marina sudafricana e della Royal Navy inglese. Tuttavia la petroliera è abbondantemente fuori rotta e le ricerche si susseguono infruttuose per molti giorni fino a quando Phil riesce a scovare tra i rottami delle scialuppe distrutte una radio di emergenza solo lievemente danneggiata che riesce a riattivare. Grazie al messaggio di aiuto trasmesso, l'AT-1 viene raggiunto da una nave rompighiaccio della marina militare britannica. L'intervento di specialisti riesce a rallentare la corsa della nave cisterna, che può essere finalmente diretta verso acque più sicure e libere dai ghiacci. Grazie alle testimonianze dei tre sopravvissuti e in particolar modo della ragazza, alcuni dei pirati vengono arrestati, anche se l'ideatore del piano e capo della banda riesce a sfuggire alla legge. Le navi automatizzate iniziano a diffondersi rivoluzionando i metodi di navigazione nel mondo.

## Personaggi
William "Bill" George LangleyTrentottenne, ex sergente paracadutista dell'esercito inglese, è il capo del drappello armato a bordo dell'AT-1.
Jane HarrisInglese, ex assistente di volo di ventisei anni. In un incidente d'auto è rimasta sfigurata e ha accettato l'incarico a bordo della petroliera per nascondersi agli occhi degli altri, incapace di accettare il suo aspetto. Di carattere forte e coraggioso, ha esperienza come infermiera e la sua presenza a bordo si rivelerà essenziale per la sopravvivenza degli scampati ai pirati.
Julius ColmarEx militare statunitense. Ingaggiato per la sorveglianza della petroliera e teoricamente altamente selezionato, in realtà è un infiltrato dell'associazione criminale che assalterà l'AT-1. Psicopatico e violento, viene ucciso da Jane dopo aver a sua volta ucciso una delle guardie e ferito altre due.
Mark Roger JacensEx militare texano, guardia armata a bordo dell'AT-1. Ha una relazione con Jane di cui si è innamorato. Viene ucciso da Colmar.
Phillip "Phil" RoscorlaEx soldato della marina inglese, originario della Cornovaglia. Trantacinquenne, versatile e di carattere estroverso, è l'unico con esperienza marittima a bordo dell'AT-1.

## Edizioni
- (EN) D. F. Jones, The Floating Zombie, 1ª ed., Berkley Medallion, 1975,  p. 216, ISBN 0-425-02980-8.
- D. F. Jones, AT-1 non risponde, traduzione di Maria Benedetta De Castiglione, Urania, vol. 716, Mondadori, 1977,  p. 180.